# Unidades de Planck

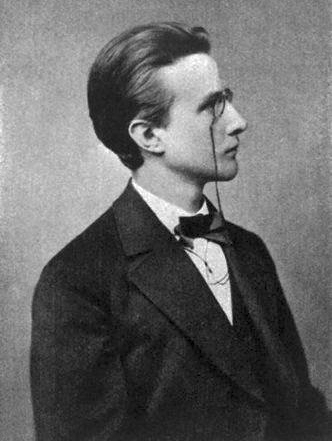
Max Planck (1878).

As unidades de Planck ou unidades naturais são um sistema de unidades proposto pela primeira vez em 1899 por Max Planck. O sistema mede várias das magnitudes fundamentais do universo: tempo, longitude, massa, carga elétrica e temperatura. O sistema se define fazendo que estas cinco constantes físicas universais da tabela tomem o valor 1 quando se expressem equações e cálculos em tal sistema.
O uso deste sistema de unidades traz consigo várias vantagens. A primeira e mais óbvia é que simplifica muito a estrutura das equações físicas porque elimina as constantes de proporcionalidade e faz com que os resultados das equações não dependam do valor das constantes.
Por outra parte, se podem comparar muito mais facilmente as magnitudes de distintas unidades. Por exemplo, dois prótons se repelem porque a repulsão eletromagnética é muito mais forte que a atração gravitacional entre eles. Isto pode ser comprovado ao ver que os prótons têm uma carga aproximadamente igual a uma unidade natural de carga, mas sua massa é muito menor que a unidade natural de massa.
Também permite evitar bastantes problemas de arredondamento, sobretudo em computação. Entretanto, têm o inconveniente de que ao usá-las é mais difícil perceber-se os erros dimensionais. São populares na área de investigação da relatividade geral e a gravidade quântica.
As unidades de Planck podem ser chamadas (por ironia) pelos físicos como as "unidades de Deus". Isto elimina qualquer arbitrariedade antropocêntrica do sistema de unidades.
Tabela 1: Constantes físicas fundamentais
| Constante                     | Símbolo | Dimensão    |
| ----------------------------- | --- | ----------- |
| velocidade da luz no vácuo    | {\displaystyle {c}\ }                                                                                              | L / T       |
| Constante de gravitação       | {\displaystyle {G}\ }                                                                                              | L3/T2M      |
| Constante reduzida de Planck  | {\displaystyle \hbar ={\frac {h}{2\pi }}} onde {\displaystyle {h}\ } é a constante de Planck                       | ML2/T       |
| Constante de força de Coulomb | {\displaystyle {\frac {1}{4\pi \epsilon _{0}}}} onde {\displaystyle {\epsilon _{0}}\ } é a permissividade no vácuo | M L3/ Q2 T2 |
| Constante de Boltzmann        | {\displaystyle {k}\ }                                                                                              | M L3/T2K    |

## Expressão de leis físicas em unidades de Planck
- Lei da gravitação universal de Newton

{\displaystyle F=G{\frac {m_{1}m_{2}}{r^{2}}}}
se converte em
{\displaystyle F={\frac {m_{1}m_{2}}{r^{2}}}} utilizando unidades de Planck.
- Equação de Schrödinger

{\displaystyle -{\frac {\hbar ^{2}}{2m}}\nabla ^{2}\psi (\mathbf {r} ,t)+V(\mathbf {r} )\psi (\mathbf {r} ,t)=i\hbar {\frac {\partial \psi }{\partial t}}(\mathbf {r} ,t)}
se converte em
{\displaystyle -{\frac {1}{2m}}\nabla ^{2}\psi (\mathbf {r} ,t)+V(\mathbf {r} )\psi (\mathbf {r} ,t)=i{\frac {\partial \psi }{\partial t}}(\mathbf {r} ,t)}
- A energia de uma partícula ou fóton com frequência radiante {\displaystyle {\omega }\ } em sua função de onda

{\displaystyle {E=\hbar \omega }\ }
se converte em
{\displaystyle {E=\omega }\ }
- A famosa equação de massa-energia de Einstein

{\displaystyle {E=mc^{2}}\ }
se converte em
{\displaystyle {E=m}\ }
(por exemplo, um corpo com uma massa de 5.000 unidades de Planck de massa tem uma energia intrínseca de 5.000 unidades de Planck de energia) e sua forma completa
{\displaystyle {E^{2}=(mc^{2})^{2}+(pc)^{2}}\ }
se converte em
{\displaystyle {E^{2}=m^{2}+p^{2}}\ }
- Equação de campo de Einstein da relatividade geral

{\displaystyle {G_{\mu \nu }=8\pi {G \over c^{4}}T_{\mu \nu }}\ }
se converte em
{\displaystyle {G_{\mu \nu }=8\pi T_{\mu \nu }}\ }
- A unidade de temperatura se define para que a media de energia térmica cinética por partícula por grau de liberdade de movimento

{\displaystyle {E={\frac {1}{2}}kT}\ }
se converte em
{\displaystyle {E={\frac {1}{2}}T}\ }
- Lei de Coulomb

{\displaystyle F={\frac {1}{4\pi \epsilon _{0}}}{\frac {q_{1}q_{2}}{r^{2}}}}
se converte em
{\displaystyle F={\frac {q_{1}q_{2}}{r^{2}}}} .
- Equações de Maxwell

{\displaystyle \nabla \cdot \mathbf {E} ={\frac {1}{\epsilon _{0}}}\rho }
{\displaystyle \nabla \cdot \mathbf {B} =0}
{\displaystyle \nabla \times \mathbf {E} =-{\frac {\partial \mathbf {B} }{\partial t}}}
{\displaystyle \nabla \times \mathbf {B} =\mu _{0}\mathbf {J} +\mu _{0}\epsilon _{0}{\frac {\partial \mathbf {E} }{\partial t}}}
se convertem respectivamente em
{\displaystyle \nabla \cdot \mathbf {E} =4\pi \rho }
{\displaystyle \nabla \cdot \mathbf {B} =0}
{\displaystyle \nabla \times \mathbf {E} =-{\frac {\partial \mathbf {B} }{\partial t}}}
{\displaystyle \nabla \times \mathbf {B} =4\pi \mathbf {J} +{\frac {\partial \mathbf {E} }{\partial t}}}
utilizando as unidades de Planck. (Os fatores {\displaystyle 4\pi \ }podem ser eliminados se {\displaystyle \epsilon _{0}\ } for normalizado, em vez da constante de força de Coulomb {\displaystyle 1/(4\pi \epsilon _{0})\ }.)

## Unidades de Planck básicas
Ao dar valor 1 às cinco constantes fundamentais, as unidades de tempo, comprimento, massa, carga e temperatura se definem assim:
Tabela 2: Unidades de Planck básicas
| Nome                  | Dimensão               | Expressão                                                                           | Equivalência aproximada no Sistema Internacional |
| --------------------- | ---------------------- | ----------------------------------------------------------------------------------- | ------------------------------------------------ |
| Tempo Planck          | Tempo (T)              | {\displaystyle t_{P}={\sqrt {\frac {\hbar G}{c^{5}}}}}                              | 5.39121 × 10−44 s                                |
| Comprimento de Planck | Comprimento (L)        | {\displaystyle l_{P}=c\ t_{P}={\sqrt {\frac {\hbar G}{c^{3}}}}}                     | 1.61624 × 10−35 m                                |
| Massa de Planck       | Massa (M)              | {\displaystyle m_{P}={\sqrt {\frac {\hbar c}{G}}}}                                  | 2.17645 × 10−8 kg                                |
| Carga de Planck       | Carga elétrica (Q)     | {\displaystyle q_{P}={\sqrt {\hbar c4\pi \epsilon _{0}}}}                           | 1.8755459 × 10−18 C                              |
| Temperatura de Planck | Temperatura (ML2T−2/k) | {\displaystyle T_{P}={\frac {m_{P}c^{2}}{k}}={\sqrt {\frac {\hbar c^{5}}{Gk^{2}}}}} | 1.41679 × 1032 K                                 |

## Unidades de Planck derivadas
Como em outros sistemas de unidades, as magnitudes físicas derivadas podem ser definidas baseando-se nas Unidades de Planck.
Tabela 3: Unidades de Planck derivadas 
| Nome                           | Dimensão                  | Expressão                                                                                            | Equivalência aproximada no Sistema Internacional |
| ------------------------------ | ------------------------- | --- | ------------------------------------------------ |
| Energia de Planck              | Energia (ML2/T2)          | {\displaystyle E_{P}=m_{P}c^{2}={\sqrt {\frac {\hbar c^{5}}{G}}}}                                    | 1.9561 × 109 J                                   |
| Força de Planck                | Força (ML/T2)             | {\displaystyle F_{P}={\frac {E_{P}}{l_{P}}}={\frac {c^{4}}{G}}}                                      | 1.21027 × 1044 N                                 |
| Potência de Planck             | Potência (ML2/T3)         | {\displaystyle P_{P}={\frac {E_{P}}{t_{P}}}={\frac {c^{5}}{G}}}                                      | 3.62831 × 1052 W                                 |
| Densidade de Planck            | Densidade (M/L3)          | {\displaystyle \rho _{P}={\frac {m_{P}}{l_{P}^{3}}}={\frac {c^{5}}{\hbar G^{2}}}}                    | 5.15500 × 1096 kg/m³                             |
| Frequência angular de Planck   | Frequência (1/T)          | {\displaystyle \omega _{P}={\frac {1}{t_{P}}}={\sqrt {\frac {c^{5}}{\hbar G}}}}                      | 1.85487 × 1043 rad/s                             |
| Pressão de Planck              | Pressão (M/LT2)           | {\displaystyle p_{P}={\frac {F_{P}}{l_{P}^{2}}}={\frac {c^{7}}{\hbar G^{2}}}}                        | 4.63309 × 10113 Pa                               |
| Corrente elétrica de Planck    | Corrente elétrica (Q/T)   | {\displaystyle I_{P}={\frac {q_{P}}{t_{P}}}={\sqrt {\frac {c^{6}4\pi \epsilon _{0}}{G}}}}            | 3.4789 × 1025 A                                  |
| Tensão elétrica de Planck      | Tensão elétrica (ML2/T2Q) | {\displaystyle V_{P}={\frac {E_{P}}{q_{P}}}={\sqrt {\frac {c^{4}}{G4\pi \epsilon _{0}}}}}            | 1.04295 × 1027 V                                 |
| Resistência elétrica de Planck | Resistência (ML2/T Q2)    | {\displaystyle Z_{P}={\frac {V_{P}}{I_{P}}}={\frac {1}{4\pi \epsilon _{0}c}}={\frac {Z_{0}}{4\pi }}} | 2.99792458 × 10¹ Ω                               |

## Unidades de Planck simplificam as equações principais da física
Ordinariamente, grandezas físicas que tem diferentes dimensões (tais como tempo e comprimento) não podem ser equiparadas, mesmo que sejam numericamente iguais (1 segundo não é o mesmo que 1 metro). Contudo, em física teórica este critério pode ser anulado de maneira a simplificar cálculos. O processo pelo qual isto é feito é chamado "adimensionalização". A tabela 4 mostra como unidades de Planck, pela escolha dos valores numéricos das cinco constantes fundamentais à unidade, simplificam muitas equações da física e fazem-nas adimensionais.
Tabela 4: Equações adimensionalizadas
| | Forma usual | Forma adimensionalizada |
| --- | --- | --- |
| Lei de Newton de Gravitação Universal                                                                                        | {\displaystyle F=-G{\frac {m_{1}m_{2}}{r^{2}}}} | {\displaystyle F=-{\frac {m_{1}m_{2}}{r^{2}}}} |
| Equação de Schrödinger | {\displaystyle -{\frac {\hbar ^{2}}{2m}}\nabla ^{2}\psi (\mathbf {r} ,t)+V(\mathbf {r} )\psi (\mathbf {r} ,t)} {\displaystyle =i\hbar {\frac {\partial \psi }{\partial t}}(\mathbf {r} ,t)} | {\displaystyle -{\frac {1}{2m}}\nabla ^{2}\psi (\mathbf {r} ,t)+V(\mathbf {r} )\psi (\mathbf {r} ,t)} {\displaystyle =i{\frac {\partial \psi }{\partial t}}(\mathbf {r} ,t)} |
| Relação de Planck relacionando a energia de partícula à frequência angular {\displaystyle {\omega }\ } de sua função de onda | {\displaystyle {E=\hbar \omega }\ } | {\displaystyle {E=\omega }\ } |
| Equação massa/energia da relatividade restrita de Einstein                                                                   | {\displaystyle {E=mc^{2}}\ } | {\displaystyle {E=m}\ } |
| Equações de campo de Einstein da relatividade geral                                                                          | {\displaystyle {G_{\mu \nu }=8\pi {G \over c^{4}}T_{\mu \nu }}\ } | {\displaystyle {G_{\mu \nu }=8\pi T_{\mu \nu }}\ } |
| Energia térmica por partícula por grau de liberdade                                                                          | {\displaystyle {E={\frac {1}{2}}kT}\ } | {\displaystyle {E={\frac {1}{2}}T}\ } |
| Lei de Coulomb | {\displaystyle F={\frac {1}{4\pi \varepsilon _{0}}}{\frac {q_{1}q_{2}}{r^{2}}}} | {\displaystyle F={\frac {q_{1}q_{2}}{r^{2}}}} |
| Equações de Maxwell | {\displaystyle \nabla \cdot \mathbf {E} ={\frac {1}{\varepsilon _{0}}}\rho } {\displaystyle \nabla \cdot \mathbf {B} =0\ } {\displaystyle \nabla \times \mathbf {E} =-{\frac {\partial \mathbf {B} }{\partial t}}} {\displaystyle \nabla \times \mathbf {B} =\mu _{0}\mathbf {J} +\mu _{0}\varepsilon _{0}{\frac {\partial \mathbf {E} }{\partial t}}} | {\displaystyle \nabla \cdot \mathbf {E} =4\pi \rho \ } {\displaystyle \nabla \cdot \mathbf {B} =0\ } {\displaystyle \nabla \times \mathbf {E} =-{\frac {\partial \mathbf {B} }{\partial t}}} {\displaystyle \nabla \times \mathbf {B} =4\pi \mathbf {J} +{\frac {\partial \mathbf {E} }{\partial t}}} |

## Normalizações alternativas
Como já foi afirmado na introdução, unidade de Planck são derivadas de "normalizar" os valores numéricos de certas constantes fundamentais a 1. Estas normalizações são nem as únicas possíveis, nem necessariamente as melhores. Além disso, a escolha de quais constantes normalizar não é evidente, e os valores das unidades de Planck são sensíveis a esta escolha.
O fator 4π, e múltiplos dele tais como 8π, são ubíquos em fórmulas em física teórica porque estão atrelados a área da superfície da esfera unitária tridimensional. Por exemplo, campos gravitacionais e elétricos produzidos por cargas pontuais têm simetria esférica (pgs 214-15). O 4πr2 que aparece no denominador da Lei de Coulomb, por exemplo, reflete o fato que o fluxo do campo elétrico distribui-se uniformemente sobre a superfície da esfera. Se o espaço tem mais dimensões, o fator correspondente a 4π deverá ser diferente.
Em qualquer evento, uma escolha fundamental que tem de ser feita quando se construindo um sistema de unidades naturais é que, se for o adequado, os casos de 4nπ aparecendo nas equações da física serão eliminados através da normalização.
- Escolhendo ε0 = 1.

Planck normalizou a 1 a constante da força de Coulomb 1/(4πε0) (tal como no sistema CGS de unidades). Isso define a impedância de Planck, ZP como igual a Z0/4π, onde Z0 é a impedância característica do espaço livre. Normalizando a permissividade do espaço livre ε0 a 1 não só faz ZP igual a Z0, mas também elimina 4π das equações de Maxwell. Por outro lado, a forma adimensionalizada da lei de Coulomb irá agora conter um fator of 1/(4π).
- Escolhendo 4nπG = 1.

Em 1899, a relatividade geral estava alguns anos no futuro, e a lei da gravitação universal de Newton era ainda vista como fundamental, e não como uma aproximação conveniente para o tratamento de "pequenas" velocidades e distâncias. Por isso Planck normalizou a 1 a constante gravitacional G na lei de Newton. Em teorias surgidas após 1899, G é quase sempre multiplicada por 4π ou múltiplos.
- 4πG aparece em:
  - Lei de Gauss para a gravidade, Φg = −4πGM;
  - Impedância característica da radiação gravitacional no espaço livre, Z0 = 4πG/c. O c no denominador decorre da predição da relatividade geral que a radiação gravitacional propaga-se a mesma velocidade das radiações eletromagnéticas;
  - Equações gravitoeletromagnéticas (GEM), que apoiam-se nos campos gravitacionais fracos ou espaço-tempo razoavelmente plano. Estas equações têm a mesma forma das equações de Maxwell (e a equação da força de Lorentz) do eletromagnetismo, com densidade de massa substituindo a densidade de carga, e com 1/(4πG) substituindo ε0.

- 8πG aparece nas equações de campo de Einstein, na ação de Einstein-Hilbert, nas equações de Friedmann, e na equação de Poisson para a gravitação. Unidades de Planck modificadas em que 8πG = 1 são conhecidas como unidades de Planck reduzidas, porque a massa de Planck é dividida por {\displaystyle {\sqrt {8\pi }}{\text{.}}}

- Escolhendo 16πG = 1 eliminará a constante k = c4/(16πG) da ação de Einstein-Hilbert. As equações de campo de Einstein com constante cosmológica Λ torna-se Rμν − Λgμν = (Rgμν − Tμν)/2.

Por isso um volume substancial de física teórica descoberta desde Planck (1899) sugere se normalizar a 1 não G mas 4nπG, n = 1, 2, or 4. No entanto, fazê-lo, seria introduzir um fator de 1/(4nπ) na adimencionalizada lei de gravitação universal.
- Escolhendo k = 2.

Isto removeria o fator de 2 na equação adimencionalizada da energia térmica por partícula por grau de liberdade, e não afetaria o valor de qualquer base ou unidades derivadas outras que a temperatura de Planck.